# Inglewood Park Cemetery

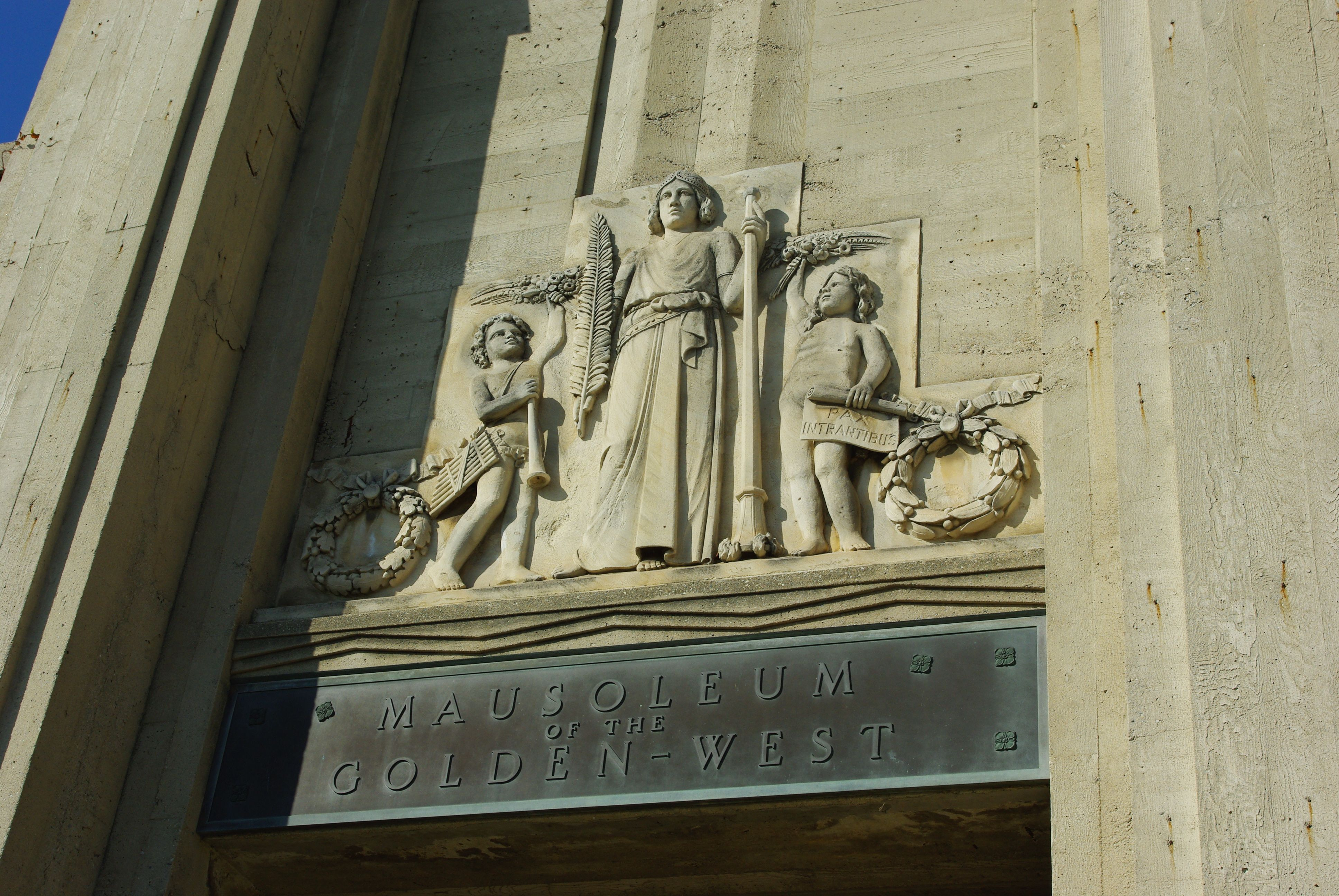
Skulpturen über dem Eingang des Mausoleums des Goldenen Westens auf dem Inglewood Park Cemetery

Der Inglewood Park Cemetery ist an der 720 E. Florence Avenue ein 1905 gegründeter Friedhof in Inglewood bei Los Angeles, auf dem zahlreiche bekannte Persönlichkeiten bestattet sind.

## Gräber

### A
- Dorothy Adams (1900–1988), Schauspielerin
- Lloyd Avery II (1969–2005), Schauspieler

### B
- Chet Baker (1929–1988), Jazz-Trompeter
- Edgar Bergen (1903–1978), Schauspieler
- Frances Bergen (1922–2006), Schauspielerin
- Paul Bern (1889–1932), Regisseur
- Richard Berry (1935–1997), Sänger, Songwriter
- Margaret Booth (1898–2002), Filmeditorin
- Tom Bradley (1917–1998), Bürgermeister von Los Angeles
- Charles Brown (1922–1999), Bluesmusiker
- Nacio Herb Brown (1896–1964), Komponist

### C
- Cesare Cardini (1896–1956), Hotelbesitzer, Erfinder des Caesar Salad
- Ray Charles (1930–2004), Musiker und Sänger
- Thornton Chase (1847–1912), Bahá'í
- Johnnie Cochran (1937–2005), Rechtsanwalt
- Ray Corrigan (1902–1976), Schauspieler
- Carolyn Craig (1934–1970), Schauspielerin
- Sam Crawford (1880–1968), Baseballspieler
- Pee Wee Crayton (1914–1985), Gitarrist, Blues-Sänger

### F
- Louise Fazenda (1895–1962), Schauspielerin
- Ella Fitzgerald (1917–1996), Jazz-Sängerin
- W. D. Flick (1900–1965), Tontechniker
- Clara Shortridge Foltz (1849–1934), Anwältin
- Byron Foulger (1899–1970), Schauspieler
- Lowell Fulson (1921–1999), Bluesmusiker

### G
- Betty Grable (1916–1973), Schauspielerin
- Ferde Grofé (1892–1972), Komponist

### H
- Bernie Hamilton (1928–2008), Schauspieler
- Helen Humes (1913–1981), Jazz-Sängerin
- Flo Hyman (1954–1986), Volleyballspielerin

### J
- James J. Jeffries (1875–1953), Boxer und Schwergewichtsweltmeister
- Frank Jenks (1902–1962), Schauspieler und Musiker

### K
- Robert Kardashian (1944–2003), Anwalt und Unternehmer
- Joe Keaton (1867–1946), Vaudevilledarsteller und Akrobat
- Hazel Keener (1904–1979), Schauspielerin
- Merna Kennedy (1908–1944), Schauspielerin

### L
- Walter Lang (1896–1972), Regisseur
- Lucille La Verne (1872–1945), Schauspielerin
- Gypsy Rose Lee (1911–1970), Schauspielerin, Schriftstellerin, Burlesque-Tänzerin

### M
- Cleo Moore (1924–1973), Schauspielerin
- Juanita Moore (1914 oder 1922–2014), Schauspielerin
- Herbert Mundin (1897–1939), Schauspieler

### O
- Fred Offenhauser (1888–1973), Automobilingenieur, Mechaniker

### P
- Billy Preston (1946–2006), Soulmusiker

### R
- Robert Riskin (1897–1955), Drehbuchautor, Produzent, Regisseur
- Sugar Ray Robinson (1921–1989), Boxer
- Cesar Romero (1907–1994), Schauspieler

### S
- Blanche Sewell (1898–1949), Filmeditorin

### T
- Big Mama Thornton (1926–1984), Bluessängerin
- David Torrence (1864–1951), Schauspieler

### W
- T-Bone Walker (1910–1975), Bluesmusiker
- Bobby Wallace (1873–1960), Baseballspieler
- Larry Williams (1935–1980), Rhythm-and-Blues-Sänger
- Murry Wilson (1917–1973), Musiker, Komponist, Manager und Musikproduzent
- John Downey Works (1847–1928), Politiker, Senator